# Michałów (Kalisz)
Pour les articles homonymes, voir Michałów.
Michałów est une localité polonaise de la gmina de Żelazków, située dans le powiat de Kalisz en voïvodie de Grande-Pologne.